# Théorie de l'objet abstrait
La théorie de l'objet abstrait, aussi appelée théorie de l'abstrait, est une branche de la métaphysique relative aux objets abstraits et étudiée en physique hyper-dimensionnelle. Créée à l'origine par le métaphysicien Edward N. Zalta en 1999, la théorie est une expansion du platonisme mathématique. Celui qui étudie la théorie de l'objet abstrait est appelé un « théoricien de l'abstrait ».
Abstract Objects: An Introduction to Axiomatic Metaphysics est le titre d'un texte d'Edward Zalta qui décrit la théorie de l'objet abstrait.
Selon Zalta, certains objets (tels que les objets concrets ordinaires autour de nous, comme tables et chaises) « illustrent » des propriétés, tandis que d'autres (des objets abstraits comme les nombres et ce que d'autres appelleraient des « objets inexistants » comme le carré rond et la montagne entièrement en or) les « codent » simplement. Alors que les objets qui illustrent les propriétés sont découverts par des moyens empiriques traditionnels, un simple ensemble d'axiomes nous permet de connaître les objets qui codent les propriétés. Pour chaque ensemble de propriétés, il existe précisément un objet qui code exactement cet ensemble de propriétés et aucun autre. Cela rend possible une ontologie formalisée.

## Source de la traduction
- (en) Cet article est partiellement ou en totalité issu de l’article de Wikipédia en anglais intitulé « Abstract object theory » (voir la liste des auteurs).